# Feketefejű meztelencsiga
A feketefejű meztelencsiga (Krynickillus melanocephalus) Anatóliától a Kaukázusi területeken át, a Krím-félszigetig (Északkelet–Törökország, Észak–Irán) terjedő területeken őshonos, de megjelent Oroszország egyéb területein, Ukrajnában, Lettországban, Litvániában, Fehéroroszországban és Németország egyes területein is. Magyarországon először 2019-ben észlelték a fajt, elsősorban a budapesti agglomerációból (Budakeszi, Alsógöd, Fót), de jelezték a Dunántúlról (Tata, Siófok) és a Tiszántúlról is (Bodrogkeresztúr).
Alföldektől a szubalpin zónákig előfordul. Gyakori erdőkben, vízforrások közelében, falevelek és fakérgek alatt. Jól alkalmazkodik az ember közelségéhez (szünantróp), urbánus területeken is megtalálható.

## Megjelenése
Testhossza kinyújtózva 45 mm, de újabb megfigyelések szerint elérheti a 60 mm-t is. A feketefejű meztelencsiga könnyen felismerhető jellegzetes színezetéről. Piszkosfehér színű, néha kékes szürke vagy ólomszürke. A fej és a tarkó mindig mély fekete színű. A talp világos, gyakran félig áttetsző, a belső szervek átlátszódhatnak. A köpeny hossza nem éri el a testhosszának egyharmadát. Nyálkája színtelen, vízszerű. 

## Életmódja
Életmódja nem tisztázott pontosan. A többi meztelencsigához hasonlóan friss és elhalt növényi részekkel, gombákkal táplálkoznak.

## Károkozás
A faj sikeres terjedéséhez hozzájárulhatott az áruszállítás utóbbi évtizedekben tapasztalható bővülése, az emberi terjesztés is. Kertészeti és egyéb mezőgazdasági szállítmányokkal hosszú utakat is túlélnek, hogy aztán az új területen stabil populációkat alapítsanak. Magyarországi károkozásáról nincsen adat.